# Донецький політехнічний технікум
Донецький політехнічний технікум — навчальний заклад I рівня акредитації, який готує кваліфікованих фахівців.

## Спеціальності
- Обслуговування комп'ютерних та інтелектуальних систем і мереж
- Програмування для електронно-обчислювальної техніки та автоматизованих систем
- Програмування для електронно-обчислювальної техніки
- Експлуатація систем комп'ютерної обробки інформації та прийняття рішень
- Фінанси
- Економіка підприємства
- Обслуговування та ремонт автомобілів та двигунів
- Фізичне виховання
- Коксохімічне виробництво
- Обслуговування та ремонт електропобутової техніки
- Монтаж та експлуатація засобів та систем автоматизації виробничих процесів

## Форми навчання
В технікумі є дві форми навчання:
- денна форма навчання
- заочна форма навчання

## Студентський парламент
В технікумі p 2004 р. існує студентське самоврядування — Студентський парламент, який складається з інформаційного, навчального, спортивно-інформаційного та культурно-масового секторів. В рамках Парламенту функціонує молодіжний дебатний клуб «Євроліга» та «Школа молодого лідера». Друкується газета «Планета політех».